# بعثة شاكلتون ورويت

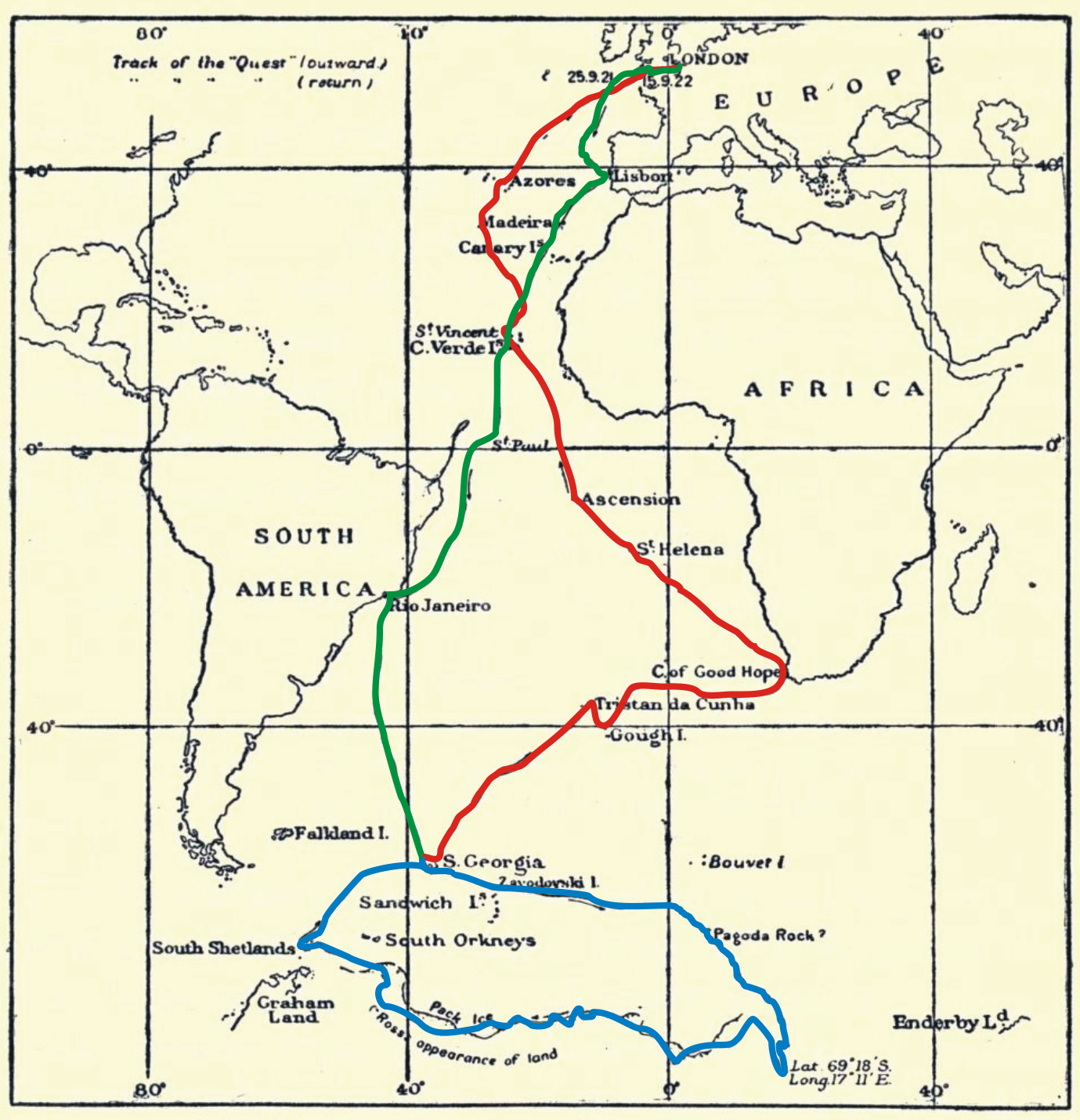
خريطة مع طرق للبعثة شاكلتون، (الخضراء: رحلة الذهاب إلى جورجيا الجنوبية؛ الزرقاء: رحلة عبر الجليد؛ الحمراء: رحلة العودة إلى بليموث)

بعثة شاكلتون ورويت (1921-1922) كانت مشروع السير إرنست شاكلتون في القطب الجنوبي، والحلقة الأخيرة في العصر البطولي لاستكشاف القطب الجنوبي. ويشار أحيانا إلى هذا المشروع، الذي يموله رجل أعمال رويت جون، كما علم من رحلة إلى السفينة كويست النرويجية. وكانت خطة شاكلتون الأصلية كانت لاستكشاف بوفورت في المحيط المتجمد الشمالي، ولكن تم التخلي عن هذا بعد أن قامت الحكومة الكندية بحجب الدعم المالي. وكانت كويست أصغر من أي سفينة استكشفت القارة القطبية الجنوبية مؤخرا، وثبت في وقت قريب انها غير كافية لمهمتها، وتأخر التقدم إلى الجنوب بسبب أدائها الشراعي ومشاكل في المحرك بشكل متكرر. قبل ان تبداء البعثة عملها في القطب، توفي شاكلتون على متن السفينة، فقط بعد وصوله إلى جزيرة شبه القارة القطبية الجنوبية واستمر البحث بعده

## نتائج الرحلة
وفقا لالبرية، البعثة اكتملت «بهدوء،» على الرغم من أن كاتب سيرة حياته وليف ميلز يكتب في الجماهير المتحمسة في الصوت بليموث. وفي نهاية روايته، وأعرب عن أمله في البرية أن المعلومات التي جلبوها معهم قد «ثبتت قيمتها في المساعدة على حل المشاكل الكبيرة الطبيعية التي تعصف بنا». وقد لخصت هذه النتائج في الملاحق خطاب خمسة إلى كتاب البرية وترد ملخصات للجهود التي تبذلها الكوادر العلمية لجمع البيانات والعينات في كل ميناء من البعثة، وقد وضعت الأعمال الجيولوجية والمسح الذي أجرته كار ودوغلاس في جنوب جورجيا، وذلك قبل رحلة الجنوب. في النهاية الأوراق العلمية قليلة والمقالات من هذه المادة، 

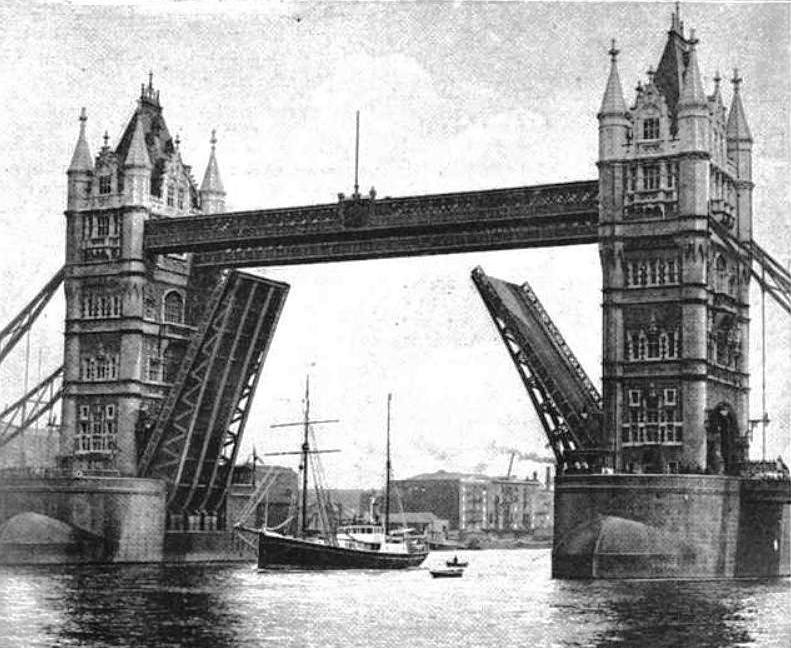
السفينة كويست وهي تعبر ممر التايمز